# Live on Air
Live on Air è un album dal vivo della symphonic metal band olandese Within Temptation. Sebbene l'album non sia annoverato tra i rilasci ufficiali, la band nel 2002 distribuì un numero limitato di copie e ne regalò altre ad amici e parenti: la migliore definizione per l'album è quella di live promozionale.
Le tracce da 1 a 7 sono registrate al 013, Tilburg; la traccia 8 è registrata al 2MXL, un programma radiofonico olandese; le tracce 9 e 10 sono registrate a KinkFM, un programma radiofonico olandese.

## Tracce
1. Intro - 02:33
2. Deceiver of Fools (Mother Earth) - 05:43
3. Ice Queen (Mother Earth) - 04:57
4. Restless (Enter) - 07:01
5. Mother Earth (Mother Earth) - 06:01
6. The Promise (Mother Earth) - 08:12
7. Our Farewell (Mother Earth) - 06:07
8. Ice Queen (Acoustic) (Mother Earth) - 03:54
9. Our Farewell (Acoustic) (Mother Earth) - 04:46
10. Never Ending Story (Acoustic) (Mother Earth) - 04:22

## Formazione
- Sharon den Adel – voce
- Robert Westerholt – chitarra ritmica, voce death
- Jeroen van Veen – basso elettrico
- Ruud Adrianus Jolie – chitarra solista
- Martijn Spierenburg – tastiera
- Stephen van Haestregt – batteria